# Hrebenykiwka
Hrebenykiwka (ukr. Гребениківка) – wieś na Ukrainie, w obwodzie sumskim, w rejonie ochtyrskim. W 2001 liczyła 850 mieszkańców, spośród których 792 wskazało jako ojczysty język ukraiński, 54 rosyjski, 1 białoruski a 3 osoby się nie zadeklarowały.